# Völsungasagan

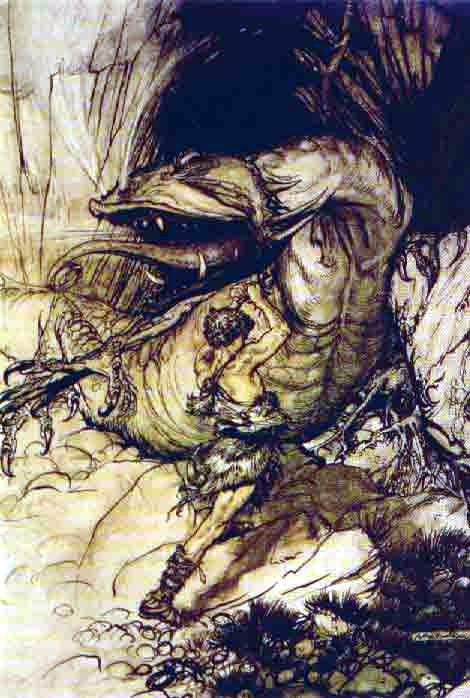
Sigurd dödar Fafne. Illustration av Arthur Rackham publicerad 1911.

Völsungasagan är en nordisk fornaldarsaga som troligen är nedtecknad omkring år 1275 men tillkommen något tidigare, troligen under yngre järnålder. En annan form av samma berättelse finns i Nibelungenlied, ett diktverk från Sydtyskland från omkring år 1200. Delar av berättelsen finns illustrerade på Sigurdsristningen från 1000-talet. Berättelsen utgör grunden till Nibelungens ring.

## Handling
Berättelsen handlar om völsungaätten, vars stamfar är guden Oden. Första delen handlar bl.a. om hur kung Völsung håller bröllop för sin dotter, men faller offer för sin svekfulle svärson Siggeir. Völsungs son Sigmund hämnas dådet tillsammans med Sinfjötli. Den förre blir en mäktig kung med hjälp av Odens svärd Gram, vilket senare Oden oskadliggjorde. Sigmund blev också far till Sigurd Fafnesbane. 
Sagans andra del följer handlingen i eddadikternas niflungs-cykel. Ett annat kapitel är hämtat från Didrikssagan, och ett tredje stycke är hämtat från Ragnar Lodbroks saga. Kung Sigmund gifte sig med Hjördis, men Sigmund dog strax därefter. Sonen Sigurd föds efter hans död, och växer upp tillsammans med fosterbrodern Regin. Regin tillverkade ett svärd åt Sigurd från de två delarna av Gram. Efter att Sigurd hämnats sin far, dödade han draken Fafner och tog det guld som han bevakat. Han dräpte därefter också Regin, som misstänktes för förräderi.
Sigurd fann och väckte därefter den sovande Brynhild, och trolovades med henne. De fick en dotter, Aslög, som lämnades i kung Heimers vård. På sina resor kommer Sigurd till gjukungarna. Där luras han att dricka en trolldryck som får honom att glömma Brynhild. Istället gifter han sig med kung Gjukes dotter Gudrun. Därefter anhöll Gudruns bror Gunnar om Brynhilds hand, och gifte sig med henne. Brynhild kunde inte glömma Sigurd, och hon och Gudrun kom inte bra överens.
Gunnar och hans bror Högne planerade att dräpa Sigurd. De lurade en tredje bror, Guttorm, att utföra dådet mot bakgrund av att Sigurd skulle ha berövat Brynhild hennes mödom. Guttorm lyckades döda Sigurd, men blev själv dräpt av svärdet Gram. När Sigurds lik skulle brännas på bål gick Brynhild in i bålet och dog.
Gudrun gifte sig sedan med kung Atle i Danmark. Gudruns bröder uppträdde än en gång svekfullt, och ville inta Atles rike. Gunnar och Högne blev emellertid dödade i strid. Gudrun hämnades sina bröder genom att mörda sina egna söner, och lät sin man kung Atle äta deras kött och dricka deras blod. Därefter sårades kung Atle av Högnes son, och Atle och hans män brändes sedan inne.
Gudrun gifte om sig med kung Jonaker. Gudruns dotter (med Sigurd), den sköna Svanhild, blev bortgift med den gamle kung Jörmunrek. Kungens rådgivare, Blikke, lurade emellertid kungen att tro, att kungens son Randver och Svanhild bedrog kungen. Kungen lät därför döda dem. Gudrun fick höra talas om detta, och skickade sina söner Hamder och Sörle för att hämnas Svanhild. De lyckades hugga händer och fötter av Jörmunrek, men tack vare att de trotsat sin mors förbud mot att kasta sten, blev de själva stenade och dog.
Sigurd och Brynhilds dotter Aslög var nu tre år gammal. Kung Heimer insåg att man skulle försöka döda henne och hennes släkt. Han lät tillverka en harpa, som var så stor att man kunde gömma flickan där. Med flickan gömd i denna färdades man till Spangarheid i Norge. Där blev han dödad under sömnen av Åke och Grima, som trodde harpan innehöll skatter. Aslög växte sedan upp i stor fattigdom som fosterdotter till Åke och Grima, och fick namnet Kråka. Hon fick hos sina fosterföräldrar göra de värsta sysslorna i hushållet och var stum under tiden där.

### Sagans fortsättning
Sagans fortsättning berättas i Ragnar Lodbroks saga. Från Spangarheid hämtades Aslög av kung Ragnar Lodbrok. När Ragnar Lodbrok planerade ingå äktenskap med en kungadotter, talade Aslög plötsligt och berättade om sin bakgrund. Kung Ragnar gifte sig då istället med Aslög.

## Manuskript
Völsungasagan finns i manuskriptet NKS 1824 b 4° (1824b) från ca år 1400. Handskriften finns bevarad inom Den nye kongelige samling, Det Kongelige Bibliotek i Köpenhamn.

## Översättningar
Sagan finns med i Erik Julius Björners Nordiska kämpa dater från 1737. Den översattes senare av Agnes Ekermann (möjligen i förkortad version), och är senast översatt till svenska av Inge Knutsson (1991).

## Verk inspirerade av Völsungasagan
Kända verk som bygger på Völsungasagan är Richard Wagners operatetralogi Nibelungens ring, Ernest Reyers opera Sigurd, Henrik Ibsens Hærmændene paa Helgeland och William Morris episka dikt The Story of Sigurd the Volsung and the Fall of the Nibelungs. J.R.R. Tolkiens The Legend of Sigurd and Gudrún bygger istället på dikter i den Poetiska Eddan (nämligen Niblungs-cykeln).